# (52260) Ureshino
(52260) Ureshino est un astéroïde de la ceinture principale.

## Description
(52260) Ureshino est un astéroïde de la ceinture principale. Il fut découvert le 22 mai 1982 à Kiso par Hiroki Kosai et Kiichiro Hurukawa. Il présente une orbite caractérisée par un demi-grand axe de 2,40 UA, une excentricité de 0,22 et une inclinaison de 24,9° par rapport à l'écliptique.